# Paral·lel 12° sud
El paral·lel 12° sud és una línia de latitud que es troba a 12 graus sud de la línia equatorial terrestre. Travessa l'oceà Atlàntic, l'Àfrica, l'Oceà Índic, el Sud-est Asiàtic, l'Australàsia, l'Oceà Pacífic i Amèrica del Sud.

## Geografia
En el sistema geodèsic WGS84, al nivell de 12° de latitud sud, un grau de longitud equival a 109,287 km; la longitud total del paral·lel és de 39.344 km, que és aproximadament 98,0% de la de l'equador, del que es troba a 1.327 km i a 8.675 km del pol Sud

## Arreu del món
A partir del Meridià de Greenwich i cap a l'est, el paral·lel 12° sud passa per: 
| Coordenades                               | País. Territori o mar | Notes |
| ----------------------------------------- | --------------------- | --- |
| 12° 0′ S, 0° 0′ E / 12.000°S,0.000°E      | Oceà Atlàntic         | |
| 12° 0′ S, 13° 43′ E / 12.000°S,13.717°E   | Angola                | |
| 12° 0′ S, 23° 59′ E / 12.000°S,23.983°E   | Zàmbia                | |
| 12° 0′ S, 26° 42′ E / 12.000°S,26.700°E   | R.D. del Congo        | Per uns 3 km |
| 12° 0′ S, 26° 43′ E / 12.000°S,26.717°E   | Zàmbia                | |
| 12° 0′ S, 27° 28′ E / 12.000°S,27.467°E   | R.D. del Congo        | |
| 12° 0′ S, 28° 45′ E / 12.000°S,28.750°E   | Zàmbia                | |
| 12° 0′ S, 33° 18′ E / 12.000°S,33.300°E   | Malawi                | |
| 12° 0′ S, 34° 4′ E / 12.000°S,34.067°E    | Llac Malawi           | Passa al nord de les illes Chizumulu i Likoma, Malawi |
| 12° 0′ S, 34° 53′ E / 12.000°S,34.883°E   | Moçambic              | |
| 12° 0′ S, 40° 32′ E / 12.000°S,40.533°E   | Oceà Índic            | Canal de Moçambic · - passa al sud de Gran Comore, Comores · - Passa al nord d'Anjouan, Comores                                                                                     |
| 12° 0′ S, 49° 12′ E / 12.000°S,49.200°E   | Madagascar            | |
| 12° 0′ S, 49° 18′ E / 12.000°S,49.300°E   | Oceà Índic            | Passa entre l'illa Keeling del Nord i illa de Horsburgh, Illes Cocos · Passa al nord de les illes Ashmore i Cartier i l'escull Hibernia, Austràlia                                  |
| 12° 0′ S, 124° 22′ E / 12.000°S,124.367°E | Mar de Timor          | Passa al sud de l'illa de Bathurst, Austràlia · Passa a través de l'Estret de Clarence · - entre illa de Melville i el continent, Austràlia · Passa a través del golf de Van Diemen |
| 12° 0′ S, 132° 37′ E / 12.000°S,132.617°E | Austràlia             | Terra d'Arnhem, Territori del Nord |
| 12° 0′ S, 134° 17′ E / 12.000°S,134.283°E | Mar d'Arafura         | Badia de Bocaut |
| 12° 0′ S, 134° 40′ E / 12.000°S,134.667°E | Austràlia             | Terra d'Arnhem, Territori del Nord |
| 12° 0′ S, 134° 45′ E / 12.000°S,134.750°E | Mar d'Arafura         | Badia de Castlereagh - Passa al sud de l'illa Mooroongga, Austràlia |
| 12° 0′ S, 135° 34′ E / 12.000°S,135.567°E | Austràlia             | Illa Elcho i Terra d'Arnhem (continent), Territori del Nord |
| 12° 0′ S, 135° 49′ E / 12.000°S,135.817°E | Mar d'Arafura         | |
| 12° 0′ S, 136° 16′ E / 12.000°S,136.267°E | Austràlia             | Illa Inglis i Terra d'Arnhem (continent), Territori del Nord |
| 12° 0′ S, 136° 31′ E / 12.000°S,136.517°E | Golf de Carpentària   | |
| 12° 0′ S, 141° 50′ E / 12.000°S,141.833°E | Austràlia             | Península del Cap York, Queensland |
| 12° 0′ S, 143° 11′ E / 12.000°S,143.183°E | Mar del Corall        | Passa al sud de l'illa Vanatinai, Papua Nova Guinea · Passa al sud de l'illa de Rennell, Illes Salomó · Passa al sud de l'illa Vanikoro, Illes Salomó                               |
| 12° 0′ S, 167° 37′ E / 12.000°S,167.617°E | Oceà Pacífic          | Passa al nord de l'illa Tikopia, Illes Salomó |
| 12° 0′ S, 77° 8′ O / 12.000°S,77.133°O    | Perú                  | Passa al nord de Lima |
| 12° 0′ S, 68° 55′ O / 12.000°S,68.917°O   | Bolívia               | |
| 12° 0′ S, 65° 0′ O / 12.000°S,65.000°O    | Brasil                | Rondônia Mato Grosso estat de Tocantins estat de Bahia |
| 12° 0′ S, 37° 37′ O / 12.000°S,37.617°O   | Oceà Atlàntic         | |